# Шалле
Шалле́ (фр. Challex) — коммуна во Франции, находится в регионе Рона — Альпы. Департамент — Эн. Входит в состав кантона Коллонж. Округ коммуны — Жекс.
Код INSEE коммуны — 01078.

## География
Коммуна расположена приблизительно в 410 км к юго-востоку от Парижа, в 100 км северо-восточнее Лиона, в 60 км к востоку от Бурк-ан-Бреса.
По территории коммуны протекает река Рона.

## Климат
Климат полуконтинентальный с холодной зимой и тёплым летом. Дожди бывают нечасто, в основном летом.

## Население
Население коммуны на 2010 год составляло 1225 человек.
| 1962 | 1968 | 1975 | 1982 | 1990 | 1999 | 2010 |
| ---- | ---- | ---- | ---- | ---- | ---- | ---- |
| 479  | 545  | 712  | 817  | 967  | 1060 | 1225 |

## Администрация
| Период | Период | Фамилия           | Партия | Примечания |
| ------ | ------ | ----------------- | ------ | ---------- |
| 1989   | 1995   | Жан-Поль Ферруайе |        |            |
| 1995   | 1998   | Жан-Клод Дальмань |        |            |
| 1998   | 2001   | Жак Бюф           |        |            |
| 2001   | 2008   | Андре Аберли      |        |            |
| 2008   | 2014   | Пьер Дюмаре       |        |            |

## Экономика
В 2010 году среди 798 лиц трудоспособного возраста (15—64 лет) 618 были экономически активными, 180 — неактивными (показатель активности — 77,4 %, в 1999 году было 71,7 %). Из 618 активных жителей работали 575 человек (309 мужчин и 266 женщин), безработных было 43 (23 мужчины и 20 женщин). Среди 180 неактивных 52 человека были учениками или студентами, 53 — пенсионерами, 75 были неактивными по другим причинам.

## Фотогалерея

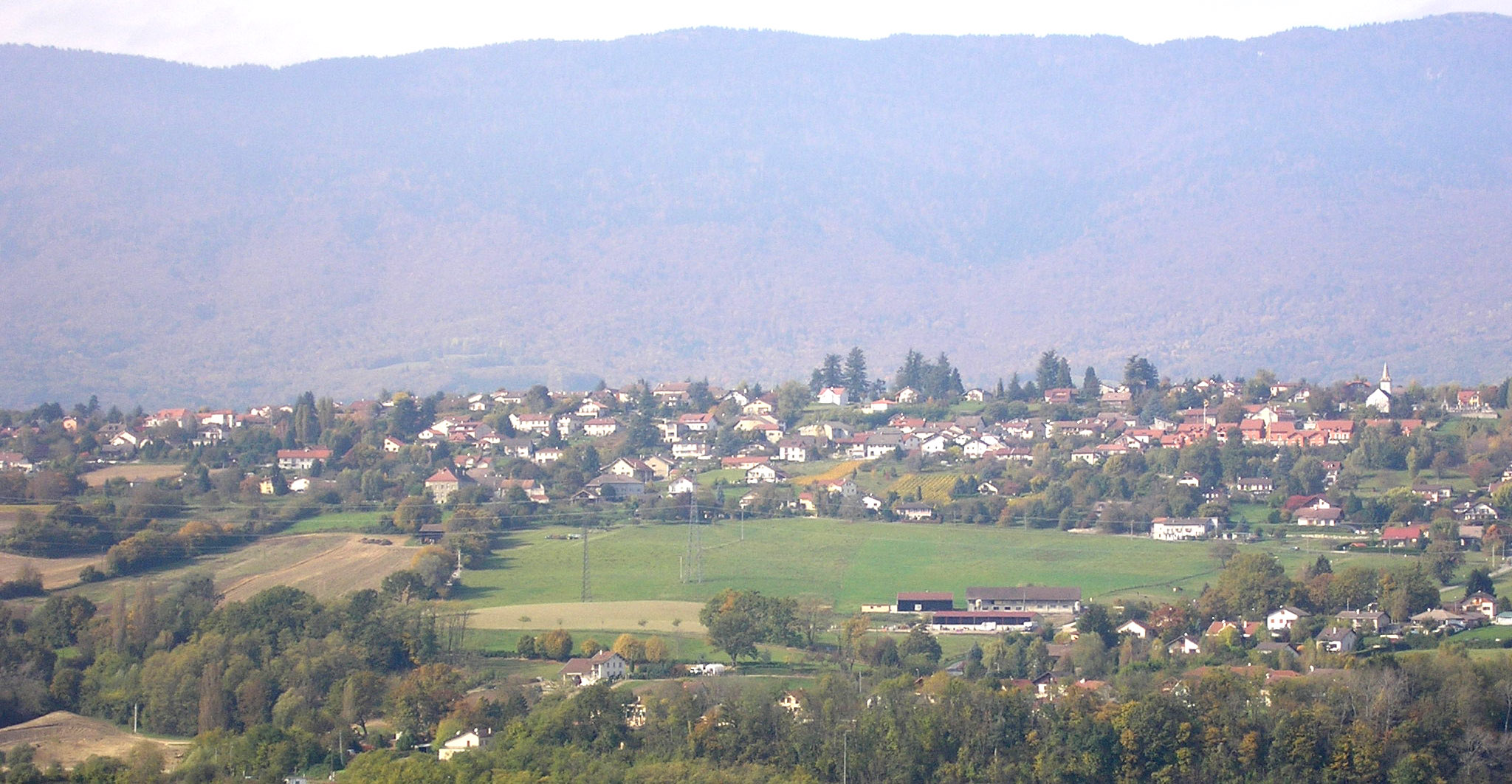
Шалле
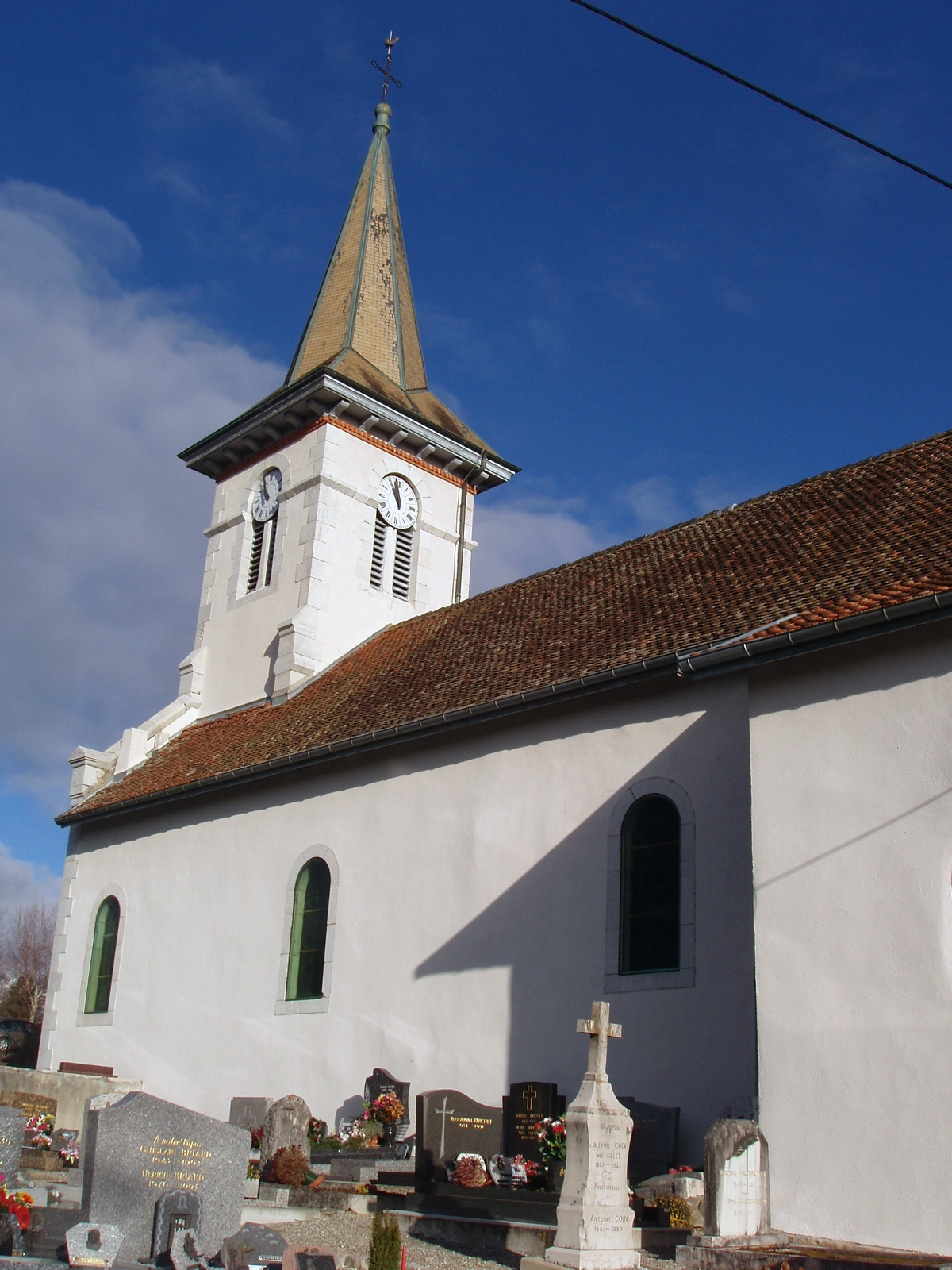
Церковь
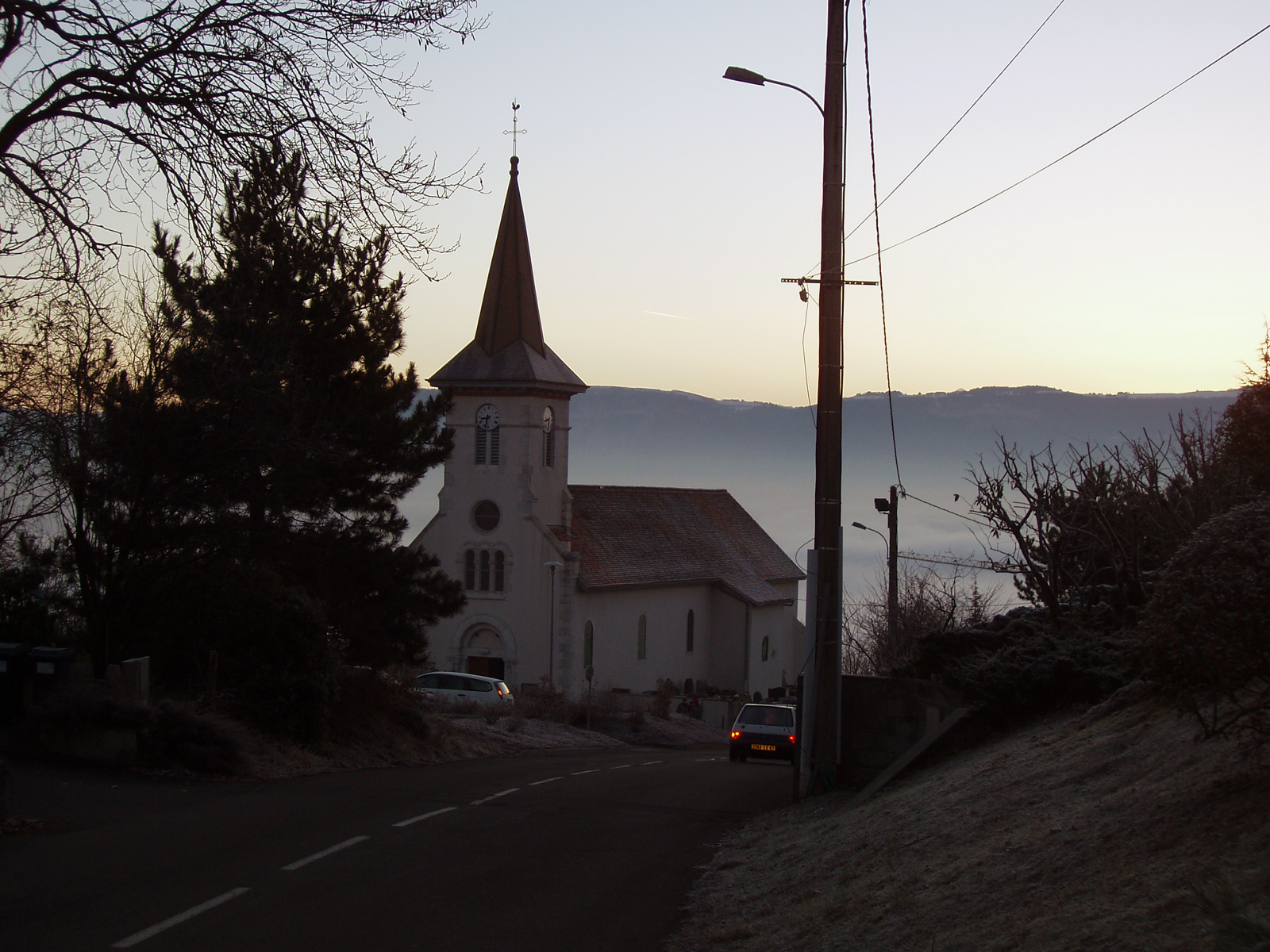
Церковь
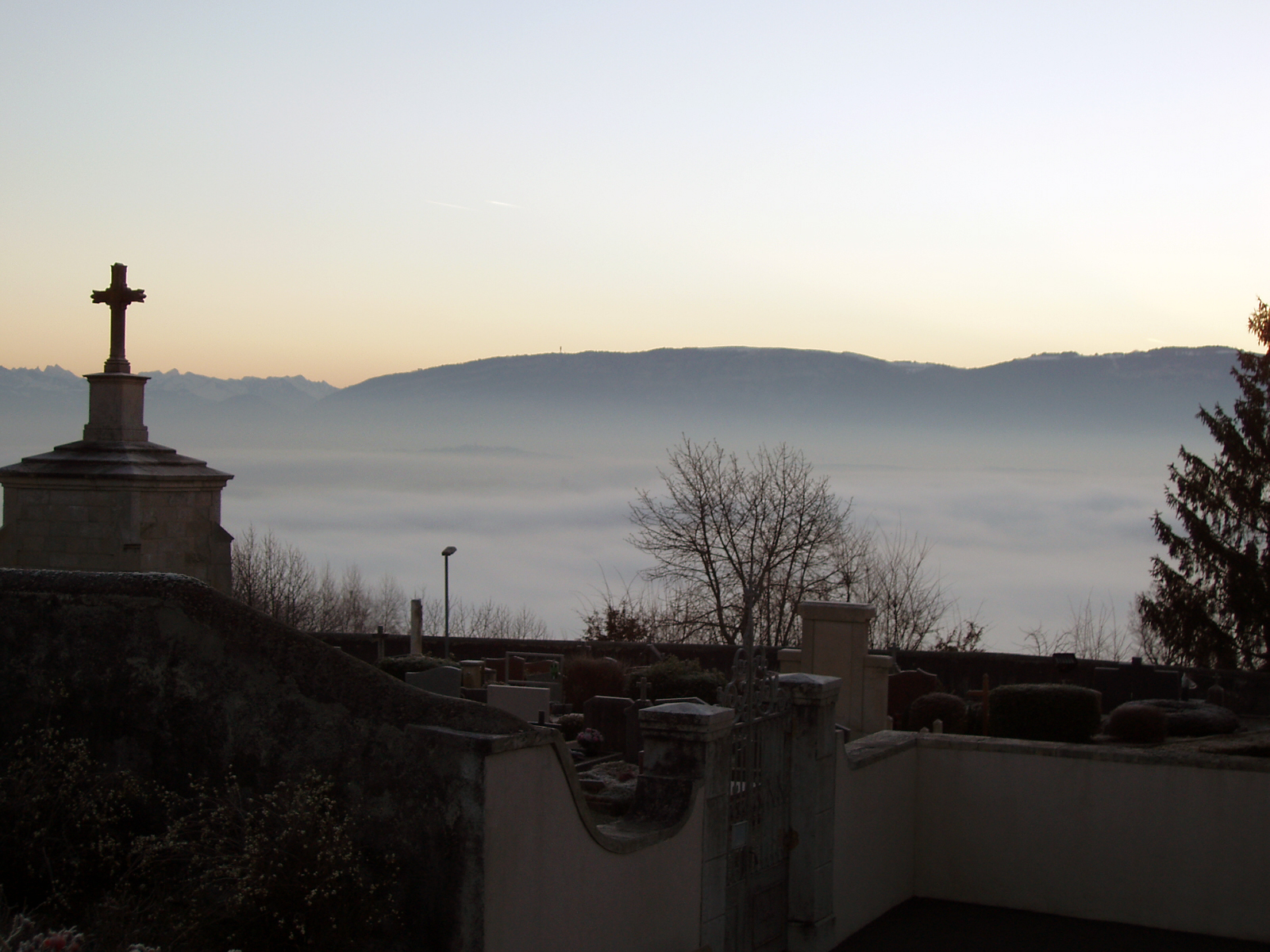
Кладбище